# Brzustowa
Brzustowa – wieś w Polsce, położona w województwie kujawsko-pomorskim, w powiecie lipnowskim, w gminie Bobrowniki.
W latach 1975–1998 miejscowość należała administracyjnie do województwa włocławskiego.

## Integralne części wsi
| SIMC    | Nazwa      | Rodzaj    |
| ------- | ---------- | --------- |
| 0858510 | Sowia Góra | część wsi |

## Demografia
Według Narodowego Spisu Powszechnego (III 2011 r.) wieś liczyła 52 mieszkańców. Jest jedną z dwóch najmniejszych miejscowości gminy Bobrowniki.